# 部署描述符
部署描述符 （英語：Deployment descriptor，缩写DD） 是指制品用于部署到一些Web容器/引擎所使用的配置文件。
在Java EE中，部署描述符描述了组件、模块或应用程序（如Web应用程序或企业级软件）应该如何部署。它指示部署工具，用指定的容器选项、安全设置来部署模块或应用程序，并描述了具体的配置要求。部署描述符文件的采用了XML语法。
对于Web应用程序，部署描述符必须被命名为“web.xml”，并且必须存放在Web应用程序根目录中的“WEB-INF”目录中。对于Java EE应用程序，部署描述符必须被命名为“application.xml”，并且必须直接置于目录应用程序.ear文件的顶层“META-INF”文件夹中。

## 类型
在Java EE中，有两种类型的部署描述符：“Java EE部署描述符”和“运行时部署描述符”。Java EE部署描述符由语言规范所定义，而运行时部署描述符由每个容器实现的供应商所定义的。
例如，web.xml文件是一个标准的Java EE部署描述符，其由Java Servlet规范所定义；但sun-web.xml文件作为运行时部署描述符，包含特定于Sun GlassFish Enterprise Server实现的配置数据。